# Nemotelus imitator
Nemotelus imitator är en tvåvingeart som först beskrevs av Kertesz 1923.  Nemotelus imitator ingår i släktet Nemotelus och familjen vapenflugor. Inga underarter finns listade i Catalogue of Life.